# Agenzia delle Nazioni Unite per il soccorso e l'occupazione dei profughi palestinesi nel Vicino Oriente
L'Agenzia delle Nazioni Unite per il soccorso e l'occupazione dei rifugiati palestinesi nel Vicino Oriente (in inglese United Nations Relief and Works Agency for Palestine Refugees in the Near East, in acronimo UNRWA) è un'agenzia dell'Organizzazione delle Nazioni Unite dedita a soccorso, sviluppo, istruzione, assistenza sanitaria, servizi sociali e aiuti di emergenza per gli oltre cinque milioni di rifugiati palestinesi che vivono in Giordania, Libano, Siria e nello Stato di Palestina.
Ha sede ad Amman, in Giordania, e a Gaza, nell'omonima exclave palestinese, e dispone di uffici rappresentativi a New York, Washington, Bruxelles e Il Cairo.

## Storia
È stata istituita dall'Assemblea generale delle Nazioni Unite in seguito all'approvazione della risoluzione 302 (IV) dell'8 dicembre 1949 in seguito alla guerra arabo-israeliana del 1948 e al conseguente esodo palestinese come agenzia sussidiaria della stessa Assemblea Generale, rimanendo separata rispetto all'Alto commissariato delle Nazioni Unite per i rifugiati (UNHCR).
È operativa dal 1º maggio 1950.

## Attività
(Definizione operativa di rifugiato palestinese secondo l'UNRWA)
UNRWA si occupa di sostenere i rifugiati palestinesi presenti in diversi paesi del Medio Oriente ed in particolare in Giordania, Libano, Siria e nello stesso Stato di Palestina, che comprende la Cisgiordania e la Striscia di Gaza. A inizio 2022 i rifugiati palestinesi registrati dall'UNRWA erano 5,9 milioni (2,4 milioni in Giordania, 1,6 milioni nella Striscia di Gaza, 901 000 in Cisgiordania, 580 000 in Siria e 487 000 in Libano).
L'agenzia si occupa di fornire anche servizi di prima necessità nei 59 campi profughi palestinesi, i quali sono amministrati dalle autorità locali.

### Libano
In Libano l'UNRWA ha registrato circa 475 000 profughi palestinesi (noti con l'acronimo PRL ossia Palestine Refugees from Lebanon), sebbene la stessa agenzia ritenga che il numero effettivo sia pari a circa 180 000 rifugiati (al 2020).

## Controversie

### Rapporti con Israele
Nel 2017 il Primo ministro Benjamin Netanyahu ha proposto lo scioglimento dell'UNRWA e il suo accorpamento all'Alto commissariato delle Nazioni Unite per i rifugiati (UNHCR), sostenendo che l'agenzia "promuovesse sentimenti antisemiti" e  che "perpetuasse il problema dei rifugiati palestinesi".
Israele ha dichiarato l'Alto Rappresentante delle Nazioni Unite Antonio Guterres persona non grata, mentre Stati Uniti, Regno Unito, Italia, Canada, Australia, Germania, Finlandia, Paesi Bassi, Giappone, Francia, Svizzera, Islanda ed Estonia hanno sospeso i finanziamenti all'agenzia, senza attendere l'esito dell'indagine; mentre Irlanda e Norvegia hanno confermato il loro pieno sostegno all'UNRWA per il suo cruciale lavoro svolto nella crisi umanitaria palestinese.
Il 28 ottobre 2024 il parlamento israeliano ha approvato due proposte di legge per vietare all'UNRWA di operare in territorio israeliano e nelle aree occupate da Israele.

### Rapporti con Hamas

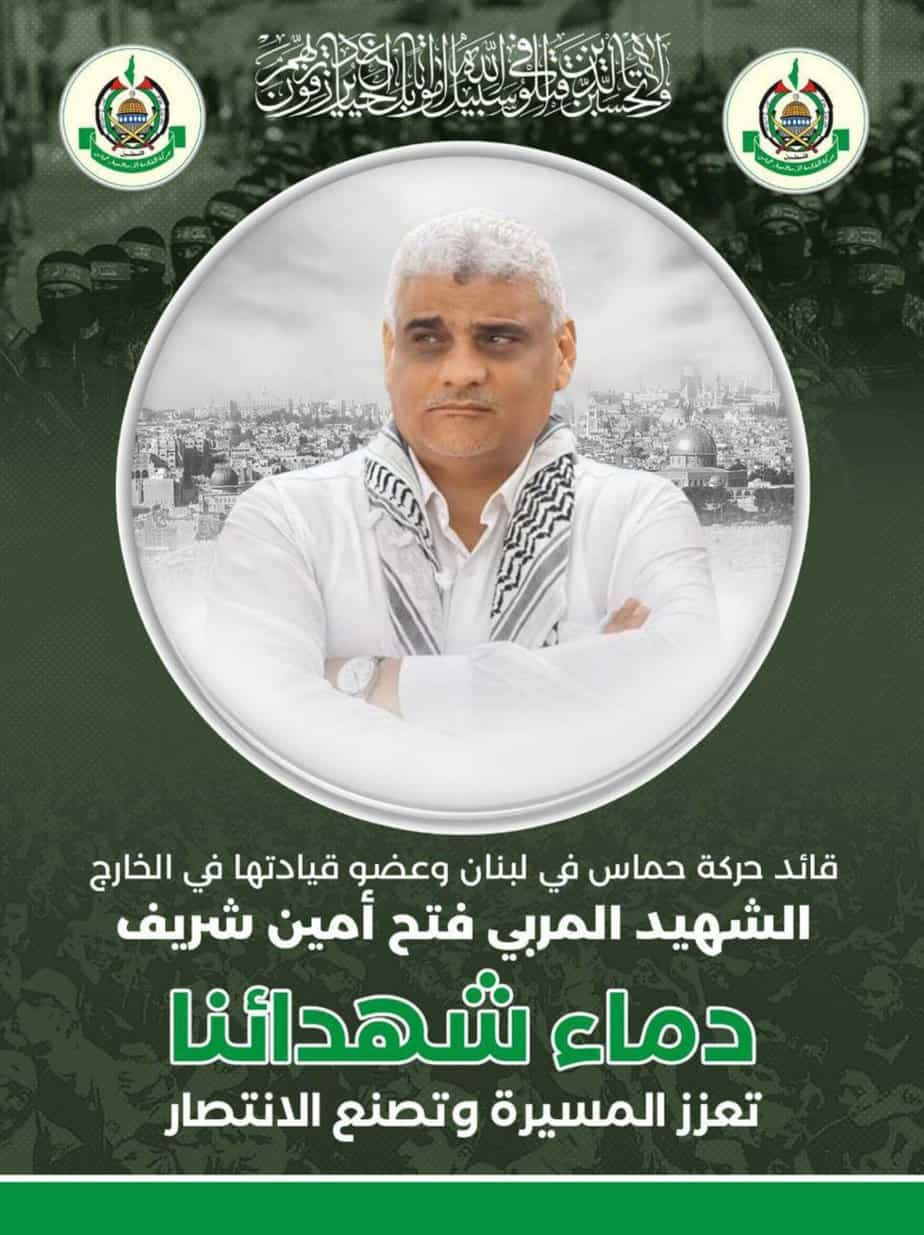
Foto di conferma da parte di Hamās dell'uccisione di Fatah Amin Sharif. La scritta in arabo tradotta: "Il leader del movimento Hamas in Libano e membro della sua leadership all'estero, il martire ed educatore Fatah Amin Sharif. Il sangue dei nostri martiri rafforza il processo e crea la vittoria".

Durante l'attacco di Hamas a Israele del 2023, insegnanti dell'UNRWA hanno sia fatto parte dell'attacco sia celebrato il massacro su una chat Telegram. A conferma del coinvolgimento di Hamās all'interno dell'UNRWA, successivamente alla eliminazione di Fathi al-Sharif, direttore di una scuola secondaria dell'UNRWA e capo dell'Unione degli insegnanti dell'UNRWA in Libano, avvenuta il 20 settembre 2024 dalle Forze di difesa israeliane, un'immagine di condoglianze del direttore è stata condivisa da Hamās, confermandone la collaborazione.
L'operato dell'UNRWA nella Striscia di Gaza è stato spesso oggetto di critiche da parte di Ḥamās, che ritiene diverse sue attività "non compatibili con la cultura e i valori islamici".
Sono state riportati negli anni vari dissensi tra lo staff dell'agenzia e le autorità politiche locali, culminate in almeno due tentativi di assassinio ai danni di John Ging, allora capo dell'UNRWA presso la Striscia.

### Rapporti col Libano
Nel 2013 le autorità governative del Libano hanno sequestrato 680.000 dollari statunitensi dai fondi dell'UNRWA.

### Rapporti con altri Stati
Diversi governi, come quelli del Bangladesh, Giappone, Giordania, Paesi Bassi, Canada, Malaysia, Norvegia, Sudafrica, Turchia e Vietnam hanno elogiato il suo lavoro.